# Claude Goubet
Pour les articles homonymes, voir Goubet.

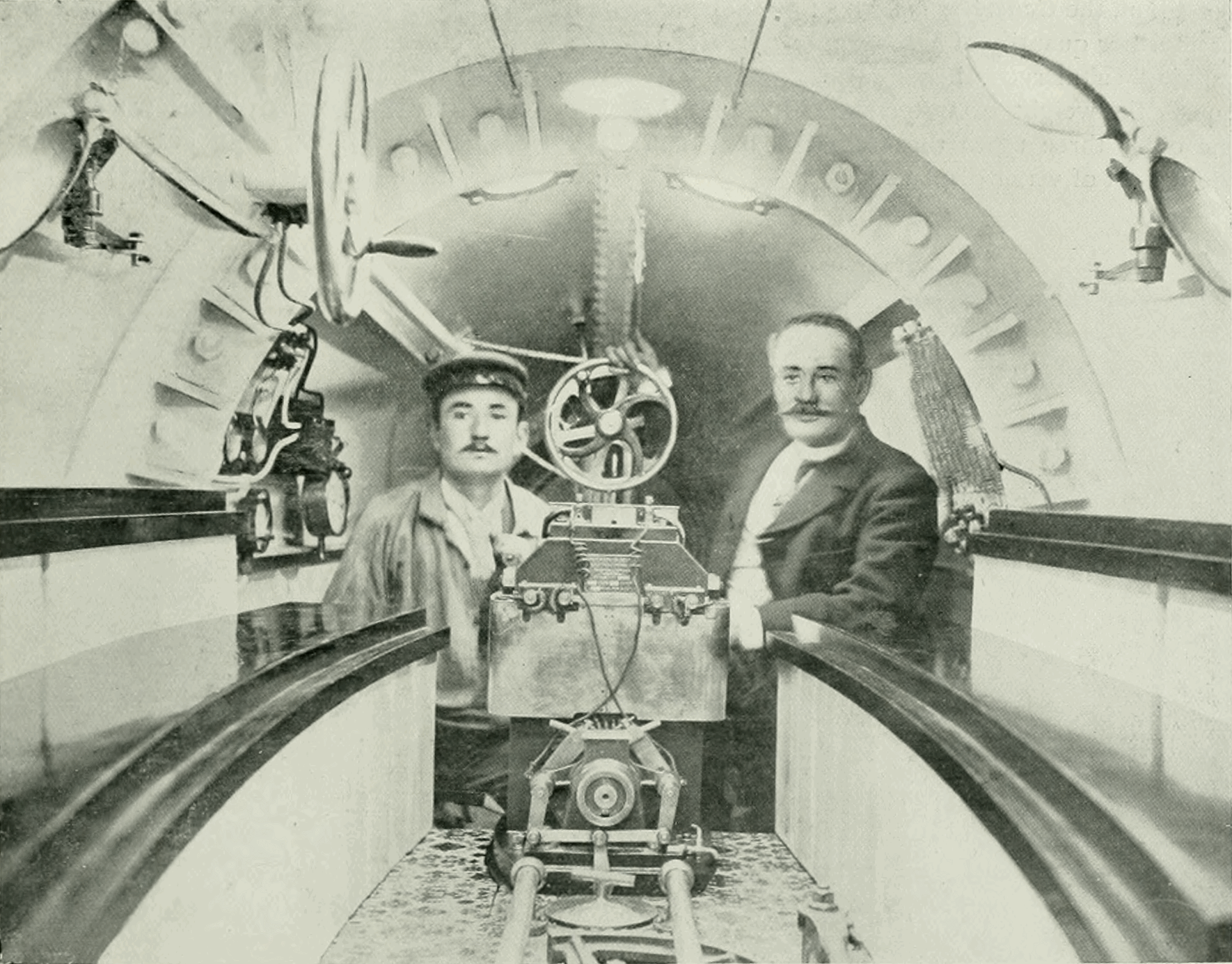
Cette photo du Page's Magazine, août 1902, montre M. Claude Goubet avec un mécanicien à l'intérieur du sous-marin Goubet.

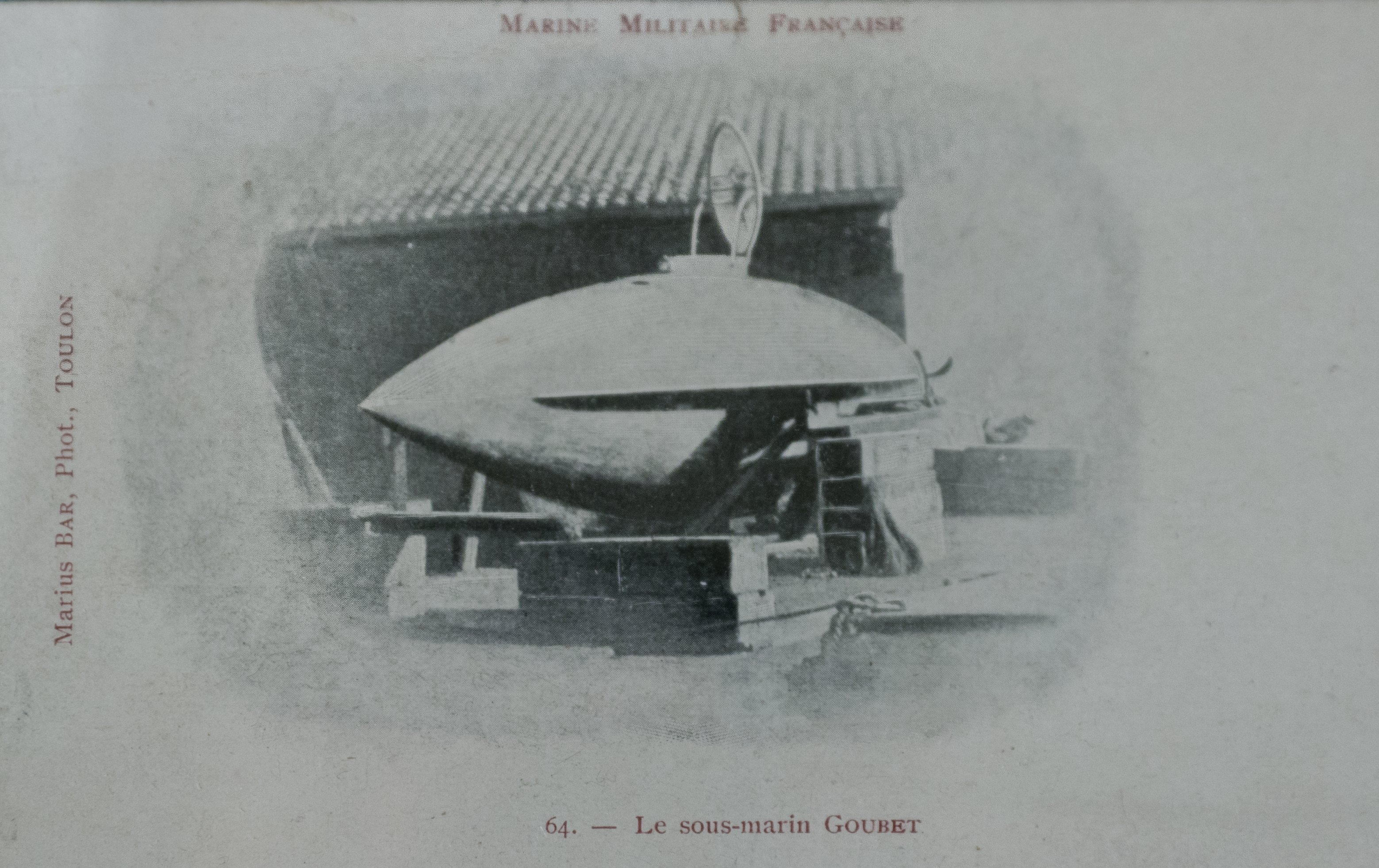
Carte postale d'un sous marin Goubet.

Claude Goubet est un ingénieur français, né à Lyon le 17 février 1837 et mort à Paris 7e le 15 janvier 1903. Il est le créateur en 1886 d'un des premiers sous-marins français. Ce dernier était propulsé à l'électricité, alors que le Nautilus de Fulton (1800) utilisait la propulsion musculaire en plongée et naviguait à la voile en surface. Le Plongeur de Bourgois et Brun (1863) fonctionnait,lui, à l'air comprimé, comme certaines torpilles. 

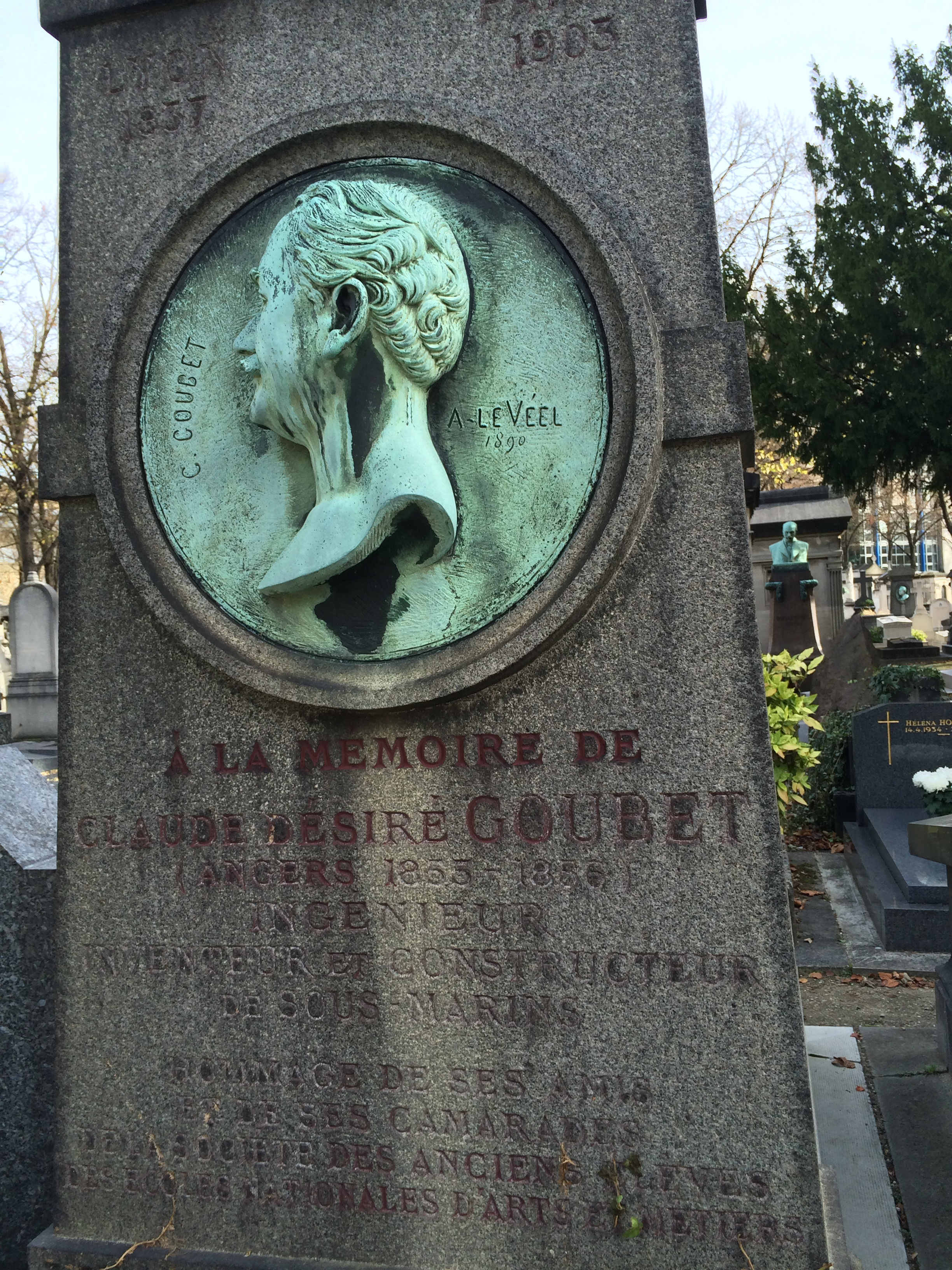
Sépulture de Claude Goubet au cimetière du Montparnasse (Paris).

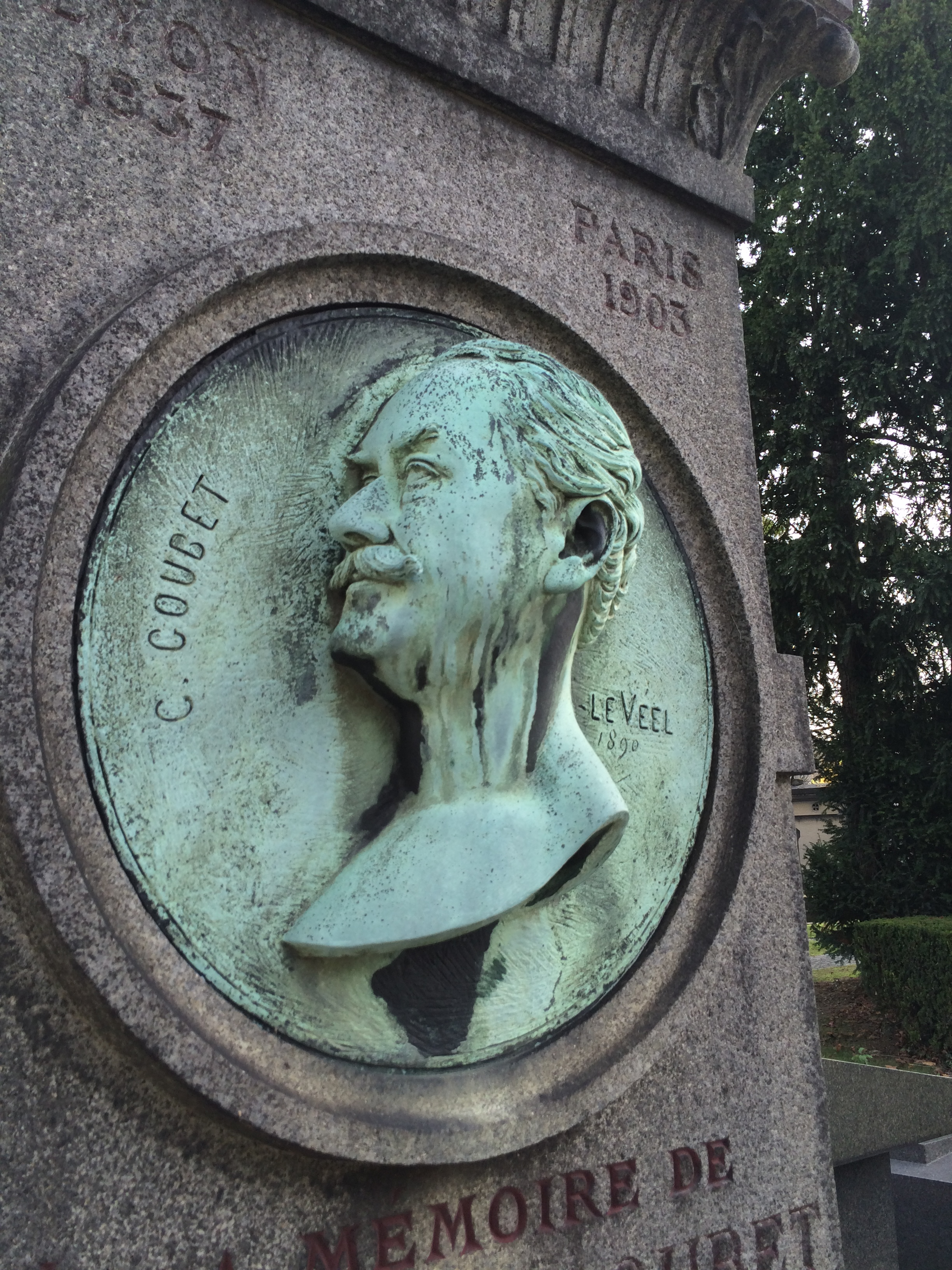
Détail du relief de la sépulture.

## Ingénieur civil
Diplômé de l'École nationale supérieure d'arts et métiers, Goubet est un inventeur multiple. Il conçoit son propre sous-marin à partir de 1881. Les plans sont brevetés et présentés au Ministère de la Marine en 1885 qui est favorable au projet. En effet, le Ministre de l'époque souhaite moderniser les forces navales françaises.
L'engin, le Goubet I, est mis en chantier à Paris, le 26 septembre 1886 et lancé en mars 1887. Ce dernier était propulsé à l'électricité.  Une des caractéristiques particulières du Goubet 1 est un système de cardan permettant de rendre l'hélice orientable, permettant théoriquement une maniabilité excellente en plongée. En pratique le fonctionnement ne sera pas à la hauteur de la théorie et ce système sera abandonné sur la seconde version de l'engin.
Il s'agissait de toutes façons d'un sous marin « de poche », avec seulement deux hommes d'équipage et une autonomie très limitée qui préfigurait plutôt les engins destinés aux actions de commando (Maiale italiennes, Marder et Biber allemands, X craft britanniques).
Il fut testé dans la Seine, puis à Cherbourg où il resta lesté huit heures au fond du port. Le 13 avril 1890, il effectue une démonstration dans la rade de Cherbourg évoluant pendant près de 45 minutes au fond du bassin. L'après-midi pendant près de deux heures trente, il effectue des cisaillages de câbles sous-marins, le dépôt d'une mine marine factice de 102 kg sous un radeau et le blocage d'une hélice d'un navire avec une barre de fer. Mais malgré ces résultats encourageants, le sous-marin trouve des détracteurs car les militaires boudent l'ingénieur civil. Finalement, l'armée choisit un concurrent, le Gymnote, puis le Narval. Claude Goubet mourra ruiné.
Une controverse se développa au moment du lancement du Goubet 1, en effet un ingénieur russe avec qui Claude Goubet avait coopéré, Stefan Drzewiecki, lui disputera la paternité des innovations présentes dans le Goubet 1, notamment l'hélice orientable. La presse se passionna pour la polémique et prit fait et cause pour claude Goubet, qui médiatisait son sous-marin alors que Drzwiecki était tenu au secret de par ses liens avec les arsenaux de la Marine impériale russe;

## Dans la Littérature
Dans le roman d'aventures de Paul d'Ivoi les Cinq Sous de Lavarède le sous-marin de Claude Goubet figure en bonne place, même si l'auteur lui prête des performances largement au-dessus des capacités du vrai bateau.

## Sources
- Revue Col Bleu. Du Goubet au Narval La naissance de la sous-marinade française, Fabrice Pattard.